# Pisinemo, Arizona
Pisinemo, Arizona (енгл. Pisinemo) насељено је место без административног статуса у америчкој савезној држави Аризона.

## Демографија
По попису из 2010. године број становника је 321, што је 84 (35,4%) становника више него 2000. године.
| Група             | 2000.    | 2010.     |
| Белци             | 2 (0,8%) | 2 (0,6%)  |
| Афроамериканци    | 0 (0,0%) | 0 (0,0%)  |
| Азијати           | 0 (0,0%) | 0 (0,0%)  |
| Хиспаноамериканци | 4 (1,7%) | 19 (5,9%) |
| Укупно            | 237      | 321       |